# Mosaico pitagórico

Um mosaico pitagórico

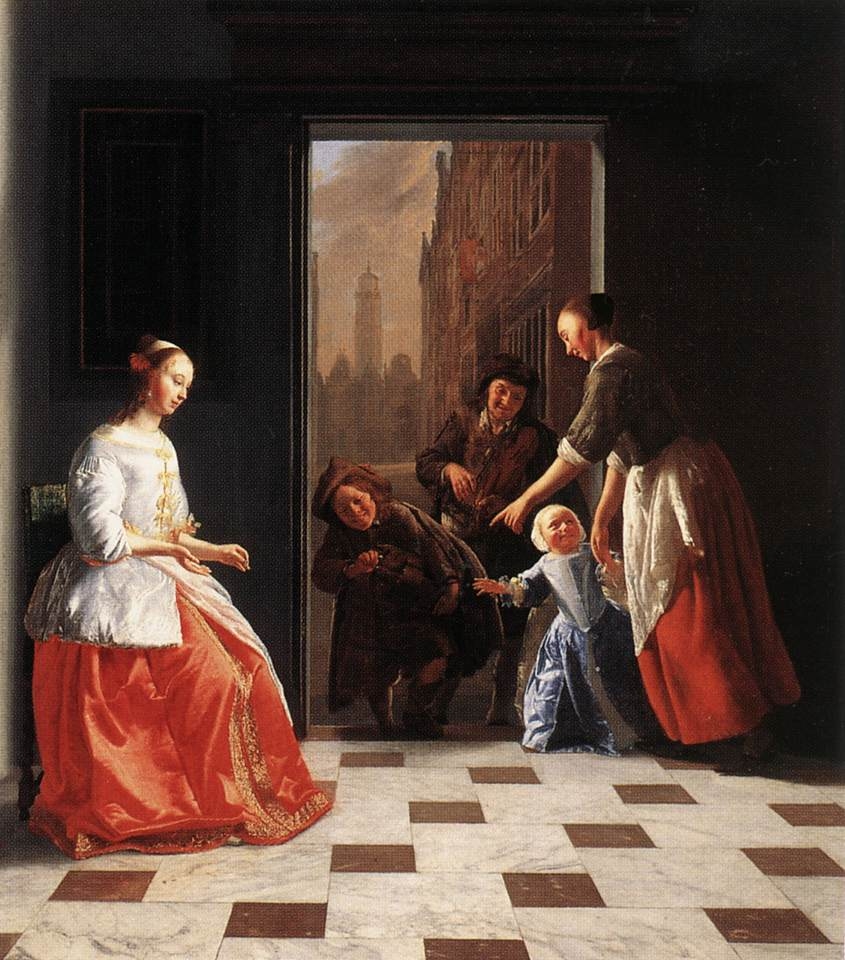
Músicos de rua à porta de uma casa, Jacob Ochtervelt, 1665. Como observado por Nelsen os ladrilhos do piso nesta pintura estão dispostos de modo a formar um mosaico pitagórico.

Em geometria, um mosaico pitagórico é uma tesselação (ou mosaico) do plano por quadrados de tamanhos diferentes, em que cada quadrado toca quatro quadrados do outro tamanho em seus quatro lados. Um mosaico desse tipo pode ser formado por quadrados de quaisquer dois tamanhos diferentes. É também comummente usado como padrão para mosaicos de ladrilhos; nesse contexto também é conhecido como padrão de amarelinha (hopscotch pattern).

## O teorema de Pitágoras e fragmentações

As fragmentações em cinco peças usadas em demonstrações por Al-Nayrizi e Thābit ibn Qurra (esquerda) e por Henry Perigal (direita)

O mosaico é chamado de pitagórico porque já foi usado como base para demonstrações do teorema de Pitágoras pelos matemáticos árabes do século IX, Al-Nayrizi e Thābit ibn Qurra, e pelo matemático britânico do século XIX, Henry Perigal.
Chamando-se de a e b os lados dos dois quadrados diferentes que formam o mosaico, então a menor distância entre pontos correspondentes de quadrados congruentes é c, onde c é o comprimento da hipotenusa de um triângulo retângulo de lados a e b.
Através da sobreposição de uma grade quadrada de lado de comprimento c no mosaico pitagórico, pode-se obter uma fragmentação em cinco peças de dois quadrados diferentes de lados a e b em um único quadrado de lado c, mostrando que os dois quadrados menores tem a mesma área que o quadrado maior.
Similarmente, a sobreposição de dois mosaicos pitagóricos pode ser usada para gerar uma fragmentação em seis peças de dois quadrados desiguais em um par diferente de quadrados desiguais.